# Wielicka Baszta
Wielicka Baszta (słow. Velická stena) – turnia o wysokości ok. 2230 m n.p.m. znajdująca się nieco poniżej Granatów Wielickich (w masywie Granackich Baszt), w południowo-zachodnim żebrze Dwoistej Turni w słowackiej części Tatr Wysokich. Od turni tej oddziela ją szerokie siodło Dwoistego Przechodu, przez który przebiega tzw. Granacka Ławka. Na Wielicką Basztę nie prowadzą żadne znakowane szlaki turystyczne, dla taterników jest najłatwiej dostępna od Dwoistego Przechodu, w stronę którego opada łagodnym trawiasto-skalistym zboczem.
Dla wspinaczy najbardziej interesujące są jej trzy ściany: południowo-zachodnia (200 m wysokości), zachodnia (200 m wysokości) i północno-zachodnia (150 m wysokości). Dwie pierwsze opadają w kierunku Doliny Wielickiej, a trzecia w stronę Dwoistego Żlebu, który oddziela Wielicką Basztę od Małej i Wielkiej Granackiej Baszty.
Pierwsze wejścia na Wielicką Basztę nie są udokumentowane. Najprawdopodobniej dokonał go któryś z myśliwych, gdyż od dawna znali oni siodło Dwoistego Przechodu, z którego Wielicka Baszta jest najłatwiej dostępna.